# Nemausa (planetka)
(51) Nemausa je planetka nacházející se v hlavním pásu asteroidů. Její průměr činí asi 148 km. Byla objevena 22. ledna 1858 francouzským astronomem J. J. P. Laurentem.